# Râul Valea Roșie, Geoagiu
Râul Valea Roșie este un curs de apă, afluent al râului Geoagiu.  

## Hărți
- Harta județului Hunedoara
- Harta munților Apuseni